# Бурлинська сільська рада (Гафурійський район)
Бурли́нська сільська рада (рос. Бурлинский сельский совет) — муніципальне утворення у складі Гафурійського району Башкортостану, Росія. Адміністративний центр — село Бурли.

## Населення
Населення — 1346 осіб (2019, 1524 в 2010, 1689 в 2002).

## Склад
До складу поселення входять такі населені пункти:
| Населений пункт      | Населення, осіб (2002) | Населення, осіб (2010) |
| -------------------- | ---------------------- | ---------------------- |
| Баїмбетово, присілок | 188                    | 175                    |
| Бурли, село          | 551                    | 539                    |
| Зіріково, присілок   | 198                    | 161                    |
| Курмантау, село      | 489                    | 420                    |
| Михайловка, присілок | 6                      | 3                      |
| Явгільди, присілок   | 257                    | 226                    |